# تان هوا، بون اول
تان هوا، بون اول (به لاتین: Tân Hòa, Buôn Đôn) یک منطقهٔ مسکونی در ویتنام است که در سنترال هایلندز ویتنام واقع شده‌است.

## خصوصیات
تان هوا ۵۶٫۹۸ کیلومترمربع مساحت و ۸٬۶۲۱ نفر جمعیت دارد.